# Firefly (автомобіль)
Firefly (стилізований як firefly), який іноді називають Firefly EV — це субкомпактний електричний хетчбек, що виробляється китайським виробником Nio з 2025 року. Це перший автомобіль під брендом Firefly.

## Історія

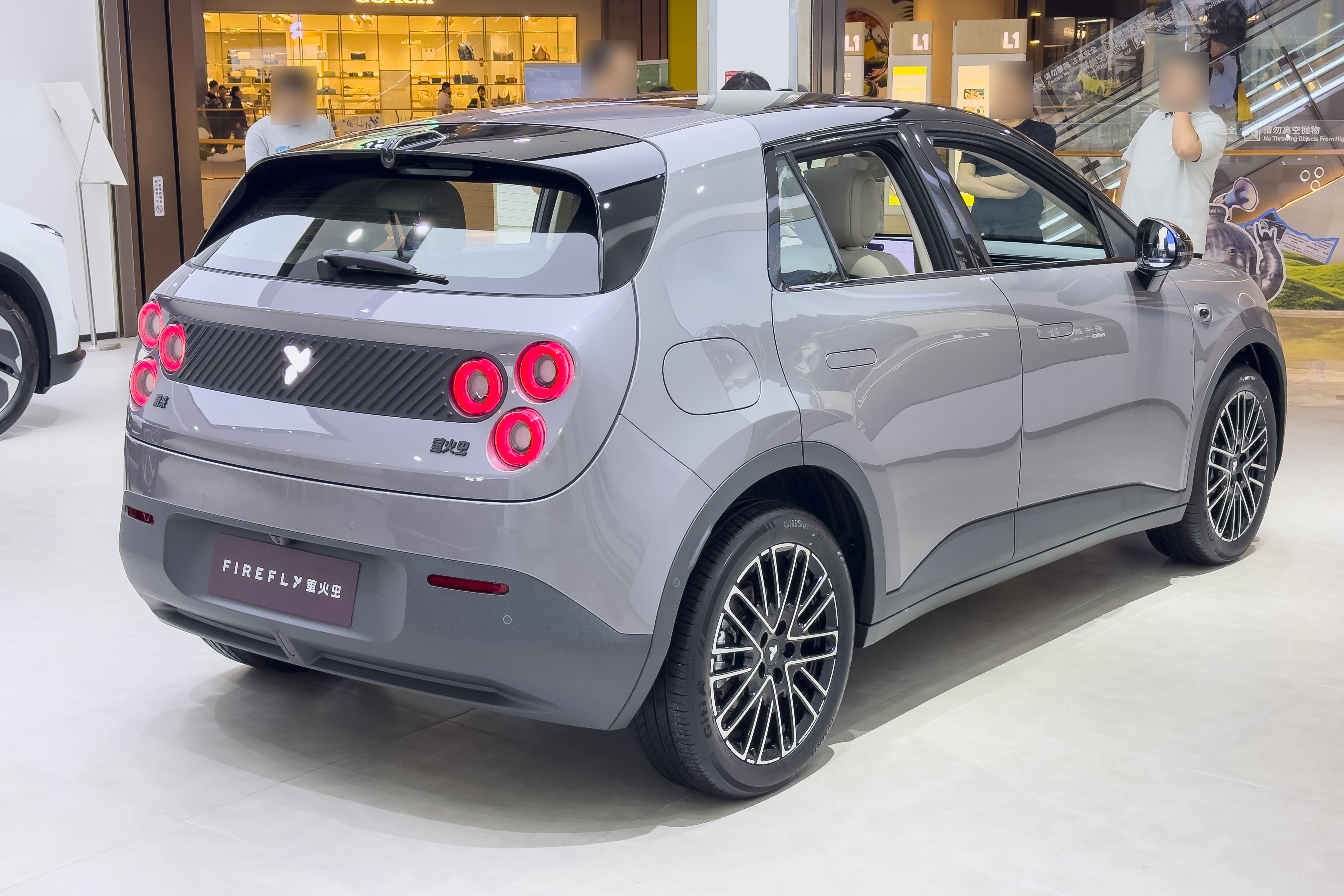

Вперше Firefly було представлено 21 грудня 2024 року на презентації бренду Firefly на заході Nio Day 2024, де попередні замовлення на автомобіль розпочалися з ціни 148 800 китайських юанів (20 300 доларів США). 
Зображення автомобіля, що проходить випробування в холодну погоду, включаючи тизери інтер'єру, були оприлюднені 10 січня 2025 року, того ж дня, коли деякі додаткові характеристики автомобіля були розкриті через регуляторні документи MIIT.
Firefly було запущено 19 квітня 2025 року напередодні Шанхайського автосалону 2025 за ціною 119 800 юанів (16 800 доларів США), а поставки розпочалися 29 квітня.  
Його можна буде придбати за моделлю «батарея як послуга», де автомобіль продається за нижчою ціною, а акумуляторний блок надається за щомісячною підпискою, з очікуваною доступністю з 1 серпня 2025 року в Китаї.
Очікується, що його запуск на європейських ринках відбудеться з червня по серпень 2025 року.  
Спочатку планувалося, що Firefly дебютує в Європі, але запровадження Європейським Союзом додаткових тарифів на китайські електромобілі в жовтні 2024 року змусило Nio відкласти запуск у Європі.  
Очікується, що виробництво версії з правим кермом розпочнеться в жовтні 2025 року.
Спочатку планувалося, що автомобілі Firefly будуть несумісними з існуючою мережею станцій заміни акумуляторів Nio, яку також використовує Onvo, натомість вони використовуватимуть власну мережу станцій.
Ці станції заміни менші та простіші, ніж станції Nio, і мають розмір приблизно з морський контейнер, що знижує витрати на міжнародну доставку та надає їм гнучкість для встановлення в менших приміщеннях.  
На презентації Firefly у грудні 2024 року компанія заявила, що ці станції почнуть розгортатися через кілька місяців після запуску автомобіля. 
У березні 2025 року Nio оголосила про партнерство з CATL щодо своєї мережі заміни акумуляторів, а майбутні моделі марки Firefly використовуватимуть стандарт акумуляторних блоків CATL Choco-Swap; Firefly EV продовжуватиме використовувати стандарти заміни акумуляторів Nio-Firefly.  
Під час запуску Firefly у квітні 2025 року компанія Nio оголосила про зміну своєї стратегії щодо станцій обміну, і Firefly натомість використовуватиме станції обміну Nio п'ятого покоління, які, як очікується, почнуть працювати на початку 2026 року.

## Ринки
Firefly вперше надійшов у продаж у Китаї 29 квітня 2025 року.  
Генеральний директор Nio Вільям Лі заявив, що Firefly вийде на 16 нових ринків на 5 континентах у 2025 році, а також у країнах, де Nio вже має прямі продажі, включаючи Німеччину, Норвегію, Швецію, Данію, Нідерланди та ОАЕ.  
Його продаватимуть сторонні дилери на нових ринках, включаючи Бельгію, Люксембург, Австрію, Португалію та Велику Британію в Європі, Непал та Сінгапур в Азії, Коста-Рику, Уругвай та Колумбію в Америці, а також Нову Зеландію. 

## Огляд
Firefly — дебютна модель однойменного бренду, невеликий п'ятидверний хетчбек , розроблений для європейського ринку. Автомобіль має довжину 4003 мм та колісну базу 2615 мм, а також відносно вузьку ширину 1781 мм. Автомобіль має передній та задній звиси 680 мм та 708 мм відповідно, що забезпечує кут в'їзду 21 градус та кут з'їзду 26 градусів, а радіус повороту становить 4,7 м.  
Firefly був розроблений під керівництвом віце-президента Nio Design Кріса Томассона. 
Передня частина екстер'єру автомобіля характеризується фарами, що складаються з групи з трьох круглих кілець, з'єднаних чорною акцентною планкою у формі таблетки, причому обидві форми виступають дизайнерськими мотивами, що продовжуються в дизайні екстер'єру та інтер'єру. Він має чорний дах, дзеркала та стійки, за винятком «динамічної петлі» кольору кузова – смуги фарби в колір кузова, яка з'єднує задні стійки через дах. 
Задня частина має триколісний кластер задніх ліхтарів, які з'єднані чорною акцентною планкою у формі таблетки. 
Він доступний у шести кольорах кузова: лаймовий, лавандовий, мармуровий, пісочний та графітовий.  
Він доступний з додатковим пакетом освітлення з оновленими фарами та підсвічуванням логотипу, а також на вибір з трьох варіантів 18-дюймових коліс. 
83,4% шасі Firefly EV виготовлено з високоміцної сталі, що забезпечує значення жорсткості на кручення 35 700 ньютон-метрів на градус.  
Задня вісь використовує п'ятиважільну незалежну підвіску, розроблену спільно з Multimatic. Вона має розподіл ваги 50-50, оснащена 18-дюймовими колесами з шинами 215/50 R18.  
Firefly заявляє, що моделі, що експортуються до Європи, матимуть переналаштовану підвіску та рульове керування відповідно до смаків місцевого ринку. 
Приладова панель оснащена 6-дюймовим цифровим дисплеєм комбінації приладів, встановленим на рульовій колонці за квадратним кермом та важелем перемикання передач на рульовій колонці, а також 13,2-дюймовим плаваючим інформаційно-розважальним дисплеєм. Вентиляційні отвори розташовані безперервною лінією біля основи приладової панелі та підсвічуються системою фонового освітлення.  
Інформаційно-розважальна система має ексклюзивний користувацький інтерфейс Firefly зі спрощеним макетом, що включає кольорову тему на основі кольору кузова та налаштувань фонового освітлення, а також сенсорні жести для системи опалення, вентиляції та кондиціонування повітря (HVAC) та регулювання гучності, а також голосовий помічник Lumo. 
Центральна консоль має відкидний підлокітник, в якому розташований відділення для зберігання речей, а також один підсклянник та активну охолоджувану бездротову зарядну панель з висувною шухлядою під нею. Вона від'єднана від приладової панелі, що дозволяє водієві виходити через пасажирські двері під час паркування у тісному просторі. Nio каже, що в салоні є 27 різних місць для зберігання речей, система об'ємного звучання 7.1 з 14 динаміками та система ароматизації.  
Стандартно в Китаї він має панорамний люк, який буде опціональним на інших ринках. Він також має магнітні точки кріплення в передньому та задньому рядах для встановлення аксесуарів.  
Дверні ручки, дзеркало заднього виду, косметичні дзеркала, дзеркало заднього виду з камерою, внутрішнє освітлення, решітки динаміків, гачки для одягу та підголівники мають дизайнерський мотив у формі таблетки. 
Він має два варіанти сидінь: одне оббите мікрофіброю та контрастною штучною шкірою з функцією підігріву; інше регулюється в 10 напрямках та оббите лише штучною шкірою з трьома отворами для вентиляції, а також має функцію масажу для переднього ряду. Приладова панель оббита мікрофіброю, а двері та підлокітники – штучною шкірою. Інтер'єр доступний у чотирьох кольорах: травертин, сосна, слива та обсидіан.
Firefly EV має багажник об'ємом 92 літри (3,2 куб. фути) , а об'єм заднього вантажного відділення становить 335 літрів (12 куб. футів) або 400 літрів (14 куб. футів) до стелі та понад 1253 літри (44 куб. фути) зі складеними задніми сидіннями. Крім того, під заднім пасажирським сидінням є місце для зберігання об'ємом 29 літрів, а в моделях без вентиляції сидінь — ще одне місце для зберігання об'ємом 29 літрів (1,0 куб. фути). 
Firefly EV отримав п'ятизірковий рейтинг безпеки в тестуванні C-NCAP 2024 року та оснащений дев'ятьма подушками безпеки, а також системами допомоги при порушенні сповіщень (ADAS).  
Система ADAS працює на базі однокристальної системи Horizon Robotics Journey 5, здатної виконувати 128 кидків на секунду, і здатна до контрольованого автономного водіння на автомагістралях та інших дорогах з обмеженим доступом, а також повністю автоматизованого паркування. 

## Силовий агрегат
Автомобіль оснащений одним заднім двигуном виробництва Nio XPT потужністю 105 кВт (143 к.с.) з крутним моментом 200 Н⋅м, а живлення забезпечується змінним акумуляторним блоком LFP ємністю 42,1 кВт⋅год виробництва Sunwoda, здатним проїхати 420 км за циклом CLTC.   
Пікова швидкість зарядки постійним струмом становить 100  кВт, а зарядка від 10 до 80% – за 29 хвилин. Розгін від 0 до 100 км/год (62 милі/год) займає 8,2 секунди, а максимальна швидкість – 150 км/год.